# It Won't Be Soon Before Long
| Recensione           | Giudizio |
| -------------------- | -------- |
| AllMusic             |          |
| Blender              |          |
| Digital Spy          |          |
| Entertainment Weekly | B        |
| Los Angeles Times    |          |
| Musica e dischi      |          |
| Robert Christgau     |          |
| Rolling Stone        |          |
| Slant Magazine       |          |
| Stylus               | C+       |
| The Times            |          |

It Won't Be Soon Before Long è il secondo album in studio del gruppo musicale statunitense Maroon 5, pubblicato il 22 maggio 2007 dalla A&M Records e dalla Octone Records.
Il primo singolo estratto è stato Makes Me Wonder, uscito nei negozi il 1º aprile 2007; la versione speciale è uscita invece il 24 maggio 2009.

## Tracce

### Edizione standard
1. If I Never See Your Face Again – 3:21 (Adam Levine, James Valentine)
2. Makes Me Wonder – 3:31 (Adam Levine, Jesse Carmichael, Michael Madden)
3. Little of Your Time – 2:17 (Adam Levine)
4. Wake Up Call – 3:21 (Adam Levine, James Valentine)
5. Won't Go Home Without You – 3:51 (Adam Levine)
6. Nothing Lasts Forever – 3:07 (Adam Levine)
7. Can't Stop – 2:32 (Adam Levine, James Valentine)
8. Goodnight, Goodnight – 4:03 (Adam Levine, James Valentine)
9. Not Falling Apart – 4:02 (Adam Levine)
10. Kiwi – 3:34 (Adam Levine, James Valentine)
11. Better That We Break – 3:06 (Adam Levine)
12. Back at Your Door – 3:47 (Adam Levine, Jesse Carmichael)

Tracce bonus
1. Figure It Out (iTunes Bonus Track)
2. Infatuation (Asia, Brazil, UK, Australia, Mexico, New Zealand & iTunes Bonus Track)
3. Until You're Over Me (UK, Australia, New Zealand & Japan Bonus Track)
4. Losing My Mind (Best Buy & Japan Bonus Track)
5. Miss You Love You (US Best Buy Bonus Track)
6. Story (US Circuit City Bonus Track)

Contenuto bonus nell'edizione deluxe (Australia, Corea del Sud)
- CD

1. Until You're Over Me – 3:15 (Adam Levine)
2. Infatuation – 4:25 (Adam Levine)
3. Losing My Mind – 3:21 (Adam Levine)
4. Wake Up Call (feat. Mary J. Blige) (Mark Ronson Remix) – 3:16 (Adam Levine)
5. The Way I Was – 4:20 (Adam Levine, James Valentine, Ryan Dusick)
6. Story – 4:33 (Adam Levine)
7. Won't Go Home Without You (acoustic) – 4:06 (Adam Levine)

- DVD

1. Makes Me Wonder (videoclip)
2. Wake Up Call (Director's Cut) (videoclip)
3. Won't Go Home Without You (videoclip)
4. Makes Me Wonder (live)
5. This Love (live)
6. Sunday Morning (live)

### Riedizione del 2008
CD (Mondo)
1. If I Never See Your Face Again (feat. Rihanna) – 3:18 (Adam Levine, James Valentine)
2. Infatuation – 4:25 (Adam Levine)
3. Miss You Love You – 3:11 (Adam Levine)
4. Until You're Over Me – 3:17 (Adam Levine)
5. Story – 4:33 (Adam Levine)
6. Losing My Mind – 3:21 (Adam Levine)

CD (Australia e Regno Unito)
1. Until You're Over Me – 3:17 (Adam Levine)
2. Infatuation – 4:25 (Adam Levine)
3. If I Never See Your Face Again (feat. Rihanna) – 3:18 (Adam Levine, James Valentine)
4. Wake Up Call (feat. Mary J. Blige) (Mark Ronson Remix) – 3:13 (Adam Levine, James Valentine)
5. Story – 4:33 (Adam Levine)
6. Losing My Mind – 3:21 (Adam Levine)
7. Miss You Love You – 3:11 (Adam Levine)

DVD
- Live from Le Cabaret in Montreal, Canada

1. If I Never See Your Face Again – 4:14
2. Makes Me Wonder – 4:36
3. Harder to Breathe – 2:54
4. The Sun – 8:21
5. Secret – 5:38
6. Shiver – 5:28
7. Won't Go Home Without You – 3:40
8. Sunday Morning – 5:47
9. Little of Your Time – 3:42
10. Sweetest Goodbye – 11:27
11. She Will Be Loved – 4:41
12. This Love – 5:09

- Music Videos

1. Makes Me Wonder
2. Wake Up Call
3. Won't Go Home Without You
4. If I Never See Your Face Again

## Formazione
Gruppo
- Adam Levine – voce, chitarra, batteria (traccia 11)
- James Valentine – chitarra, voce secondaria
- Jesse Carmichael – tastiera, pianoforte, slide guitar, chitarra, voce secondaria
- Michael Madden – basso
- Matt Flynn – batteria, percussioni (eccetto traccia 11)

Altri musicisti
- Mike Elizondo – basso, batteria, chitarra, pianoforte, tastiere
- Mark Endert – tastiere
- Sam Farrar – tastiere
- Adam MacDougall – tastiere
- Lenny Castro – percussioni
- Bill Reichenbach – corni
- Gary Grant – corni
- Jerry Hey – corni
- Dan Higgins – corni

## Classifiche
| Classifica        | Posizione massima |
| ----------------- | ----------------- |
| Australia         | 5                 |
| Austria           | 14                |
| Belgio (Fiandre)  | 16                |
| Belgio (Vallonia) | 26                |
| Canada            | 2                 |
| Colombia          | 1                 |
| Danimarca         | 10                |
| Estonia           | 1                 |
| Finlandia         | 11                |
| Francia           | 13                |
| Germania          | 6                 |
| Giappone          | 3                 |
| Irlanda           | 3                 |
| Italia            | 4                 |
| Messico           | 3                 |
| Norvegia          | 7                 |
| Nuova Zelanda     | 2                 |
| Paesi Bassi       | 4                 |
| Portogallo        | 23                |
| Regno Unito       | 1                 |
| Spagna            | 6                 |
| Stati Uniti       | 1                 |
| Svezia            | 15                |
| Svizzera          | 6                 |
| Taiwan (5-music)  | 2                 |
| Taiwan (5-music)  | 5                 |

## Date di pubblicazione
| Nazione               | Data           | Etichetta |
| --------------------- | -------------- | --------- |
| Giappone              | 16 maggio 2007 | Universal |
| Italia                | 16 maggio 2007 | Universal |
| Stati Uniti d'America | 22 maggio 2007 | Octone    |
| Germania              | 25 maggio 2007 | Universal |
| Paesi Bassi           | 27 giugno 2008 | A&M       |
| Australia             | 28 giugno 2008 | Universal |
| Svezia                | 20 giugno 2008 | A&M       |
| Regno Unito           | 7 luglio 2008  | Polydor   |
| Francia               | 6 gennaio 2009 | A&M       |